# Dysmorfofobi
Dysmorfofobi, også kaldet BDD (body dysmorphic disorder), er en psykisk lidelse, der indebærer en ekstrem optagethed af eget udseende og et forvrænget billede af, hvordan man ser ud. Mennesker med lidelsen vil ofte se dele af deres krop som grim, unormal eller deform, selvom andre mennesker ikke vil lægge mærke til dette.
Lidelsen kan indgå som led i andre lidelser som OCD (tvangstanker og -handlinger), spiseforstyrrelser mv. og kan være så invaliderende for den ramte, at lysten til at deltage i sociale sammenhænge helt kan forsvinde og man derfor kan udvikle socialangst og depression.
Mennesker med BDD har ofte et stort ønske om at ændre deres udseende ved brug af f.eks. plastikkirurgi eller forskellige former for medicin for på den måde at fjerne derformiteterne fra deres krop.
Som med andre ikke-psykotiske, psykiske lidelser, har kognitiv adfærdsterapi vist sig som en gavnlig behandling, evt. suppleret med SSRI-medicin.